# Сафие-султан
Сафие́-султа́н (тур. Safiye Sultan), также Сафие́ Рабиа́-султа́н (тур. Safiye Rabia Sultan; 1550 — после 1605, Стамбул) — наложница османского султана Мурада III с титулом хасеки, мать султана Мехмеда III, валиде-султан.
Сафие-султан, предположительно албанка, попала в гарем Мурада III в бытность его шехзаде примерно в 1563 году в возрасте 13—15 лет, в 1566 году родила ему первого сына и на долгие годы стала единственной фавориткой будущего султана. Когда Мурад взошёл на османский трон в 1574 году, Сафие вместе с гаремом переехала во дворец Топкапы в Стамбуле, где вскоре у неё разгорелся конфликт с матерью султана, его тёткой и сёстрами, поскольку Нурбану-султан считала, что Сафие приворожила Мурада III. Кроме того, к этому моменту у султана в живых оставался только один сын — шехзаде Мехмед — такая ситуация угрожала будущему династии в случае кончины наследника. В конечном итоге под давлением родственниц Мурад обзавёлся большим количеством наложниц и детей, а Сафие, смирившись со своим новым положением, окунулась в политику.
В середине зимы 1595 года Мурад III умер, и на престол взошёл сын Сафие Мехмед III, а сама она получила титул и привилегии валиде-султан. Сафие имела огромное влияние на своего сына: Мехмед по всем важным вопросам советовался с матерью, ни одно назначение на государственные посты не совершалось без участия Сафие-султан, при дворе стали расцветать взяточничество и кумовство. На гаремные посты также были назначены преданные Сафие люди, а её деловыми агентами стали последовательно две еврейки Эстер Хандали и Эсперанса Малхи, занимавшиеся не только делами гарема за пределами дворца, но сбором взяток для валиде. В конечном итоге безграничная власть Сафие и её жажда денег привели к тому, что в 1601—1603 годах по столице прокатилась серия бунтов: бунтовщики схватили и жестоко казнили Эсперансу Малхи и потребовали выслать валиде из столицы. Кроме того, по их требованию султаном были казнены слуги из ближайшего окружения Сафие — капы-ага Газанфер и кызляр-ага Осман; взамен Мехмеду III позволили оставить свою мать в столице.
Одним из последних деяний Сафие в статусе валиде стало подстрекательство царственного сына к казни старшего наследника шехзаде Махмуда, которого Мехмед III подозревал в заговоре с целью восшествия на престол. Мехмед III умер в декабре 1603 года, а уже в январе 1604 года Сафие была выслана в Старый дворец, где и окончила свои дни.
Как и её свекровь Нурбану, во внешней политике Сафие придерживалась провенецианского курса. Кроме того, на протяжении почти всей жизни в гареме она вела активную переписку и обмен подарками с английской королевой Елизаветой I. Сафие активно занималась благотворительностью, а также являлась инициатором строительства Новой мечети в Стамбуле, которое было завершено только в правление её праправнука Мехмеда IV и его матери Турхан-султан.

## Биография

### Происхождение
Предполагаемым годом рождения Сафие исследователи называют 1550 год.
Али Акйылдыз, автор статьи о Сафие в «Исламской энциклопедии», писал, что вопрос о её национальности является спорным: в венецианских источниках того периода указывается, что Сафие была албанкой из деревни Рези в Дукагинском нагорье. Этой же версии придерживалась американский профессор Лесли Пирс и итальянский тюрколог Мария Пия Педани.
Турецкие историки Недждет Сакаоглу и Чагатай Улучай отмечали, что распространённой является версия, согласно которой Сафие-султан была из знатного венецианского рода Баффо, она попала в плен, когда турецкие пираты захватили корабль, на котором её семья путешествовала по Адриатике во время наместничества её отца на острове Корфу.
Стефан Герлах, находившийся в Стамбуле между 1573 и 1578 годами в составе австрийской делегации, так писал о происхождении любимицы Мурада III: «Жена падишаха султана Мурада — боснийка по происхождению. Ранее она была женой [sic] Ферхада-паши, а потом женщина, которая и сейчас замужем за Мустафой-пашой, подарила её Мураду в то время, как он был шехзаде и санджакбеем Манисы». О воспитании Сафие в особняке Ферхада-паши в качестве рабыни и наложницы писал и османский историк Селаники Мустафа-эфенди в своём труде «История Селяники».

### Фаворитка Мурада III
Согласно венецианским источникам, Сафие была представлена шехзаде Мураду в возрасте тринадцати лет в 1563 году. Улучай же считал, что случилось это несколько позже — когда Сафие было 14—15 лет. Сакаоглу отмечал, что 1563 год — лишь крайняя дата вхождения Сафие в гарем наследника; однако произойти это могло и ранее — сразу после того, как ей привили необходимые манеры, обучили всему необходимому и оценили её выдающиеся красоту и ум. Мария Пиа Педани в своей статье «Двор Сафие и венецианская дипломатия» отмечала, что Сафие была подарена Мураду его кузиной Хюмашах-султан, дочерью покойного шехзаде Мехмеда, сына султана Сулеймана I и Хюррем-султан. Когда в мае 1566 года Сафие родила шехзаде Мураду первенца шехзаде Мехмеда, у неё появился шанс стать в будущем хасеки султана и валиде-султан. Мурад был настолько заворожён ею, что, будучи шехзаде, не смотрел на других наложниц, а в первые годы его правления любовь между ними не угасала. Свекровь Сафие и другие женщины династии считали, что Сафие приворожила Мурада. Поэтому, когда в 1574 году Мурад III взошёл на престол, между Сафие и Нурбану-султан разгорелся серьёзный конфликт. Сёстры Мурада Эсмехан и Гевхерхан, а также его тётка Михримах-султан приняли сторону Нурбану и пытались дискредитировать Сафие-султан в глазах султана.

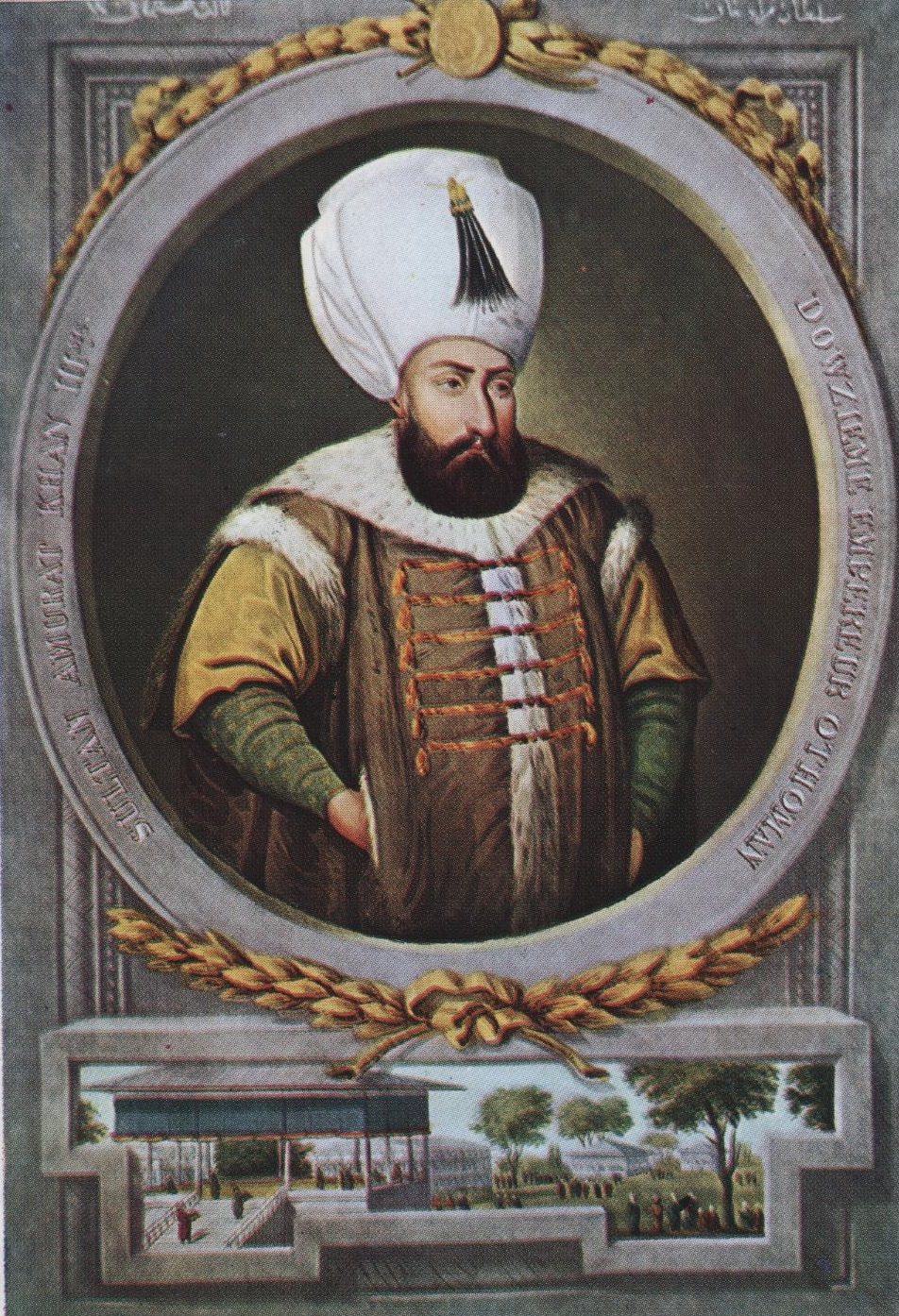
Султан Мурад III, фавориткой которого была Сафие-султан

О жизни Сафие-султан в период её пребывания в статусе хасеки сохранилось лишь несколько свидетельств. Так, находившийся в то время в Стамбуле по долгу посольской службы Соломон Швайгер, не упоминая её имени, писал следующее о быте хасеки: «Жена падишаха часто выезжает на прогулки. Она ездит с визитами к жёнам пашей. В таких случаях некоторые из многочисленных гаремных евнухов её сопровождают. На прогулки она выезжает в карете, обитой красной тканью и запряжённой двумя небольшими лошадьми». Другой свидетель тех событий Стефан Герлах, проживавший в постоялом дворе для посольских служащих в Чемберлиташе, 15 апреля 1577 года наблюдал переезд гарема из Старого дворца в Новый (Топкапы). В то время, как перед постоялым двором после матери падишаха Нурбану со свитой проезжала невзрачной колонной хасеки Сафие-султан, Герлах записал в своём дневнике: «Перед каретой верхом следовали дворцовая прислуга и гаремные аги. В передней и задней части кареты, обитой красной тканью, были зелёные шёлковые шнуры, у дверцы была небольшая лестница с посеребрёнными ступеньками. Чтобы внутренняя часть кареты не просматривалась, на входе висела тонкая занавеска. Возле хасеки-султан сидели двое её сыновей. Старший шехзаде [Мехмед] иногда выглядывал из-за занавески. Но с моего верхнего этажа я не смог разглядеть его лицо. Следовавшие дальше кареты были неухожены и покрыты слоем пыли». Ещё одна запись Герлаха, касающаяся Сафие-султан и султана Мурада III, сообщает: «Султан Мурад любит слушать музыку и наблюдать за разнообразными представлениями. Практически каждый день во дворце устраивали представления умелые еврейские музыканты, различные акробаты и циркачи. Эти представления из-за своего рода клетки или резной заслонки наблюдала также жена падишаха султанша и его дети. Эта султанша, как и другие гаремные женщины, одевалась так же, как любая турецкая женщина. С единственным отличием: на шее и пальцах у неё виднелись украшения с драгоценными камнями. А на голове — диадема, уместная для её статуса».
Сакаоглу предполагал, что после того как в 1582 году шехзаде Мехмед был назначен санджакбеем Манисы, Сафие-султан отправилась туда вместе с ним: отсутствие Сафие предоставило валиде Нурбану-султан, Эсмехан-султан и гаремной кетхюде (казначею) Джанфеде-хатун шанс направить Мурада III на путь плотских развлечений с наложницами. Однако Лесли Пирс отвергла эту версию, указав, что Сафие, как и её свекровь Нурбану, никогда не покидала двор султана. Соломон Швайгер писал, что женщинам султанской семьи в конечном итоге удалось убедить падишаха не ограничиваться одним шехзаде во имя будущего империи, и они стали направлять к нему многочисленных наложниц. Педани отмечала, что в сентябре 1583 года Эсмехан подарила брату двух черкесских рабынь, однако он принял их только под давлением матери, заявившей, что его хасеки Сафие связывается с ведьмами и предсказателями, чтобы помешать ему иметь других наложниц. Слуг Сафие допросили и, не получив от них никаких доказательств виновности хасеки, выслали их из дворца. В итоге под напором родственниц Мурад III вкусил все прелести гаремной жизни и не стал останавливаться даже тогда, когда его хасеки вернулась из Манисы. Лесли Пирс отмечала, что Сафие довольно спокойно отнеслась к тому факту, что больше не является единственной фавориткой Мурада III, и даже сама поставляла султану красивых рабынь.
Сафие-султан возглавила гарем в 1585 году — уже после смерти всех влиятельных женщин из семьи Мурада III. В этот период гаремом управляли, согласно Селяники, «уважаемая женщина в гареме» кетхюда Джанфеда-хатун и соратница Сафие Разие-хатун, а вне дворца ей помогала еврейка-кира Эстер Хандали. Эти женщины держали под своим контролем происходящее как во дворце, так и за его пределами, и брали взятки за все вопросы, решение которых зависело от дворца. Пока Джанфеда отвлекала внимание падишаха красивыми наложницами, Разие-хатун, жена кадиаскера Яхьи-эфенди, стала советницей Сафие, а для Мурада III совершала гадания и толковала будущее; сын Разие Мустафа-паша последовательно занимал посты бейлербея Эрзурума, губернатора Дамаска и визиря, а её зять мулла Мухйиддин был одним из влиятельных кадиев. В обязанности же киры Эстер Хандали входило посредничество между гаремом и внешним миром, однако на практике она занималась решением вопросов выплат и назначений, а также таможенных вопросов за взятки, которые передавала валиде-султан. Помимо этих женщин, самыми большими сторонниками Сафие во дворце были глава белых евнухов Газанфер-ага, новообращённый венгр, и бостанджибаши Ферхад-ага.
Сакаоглу и Улучай отмечали, что, наладив подобный способ вести дела, Сафие уже не ревновала Мурада III и закрывала глаза на плотские утехи султана; кроме того, она удерживала его в бездействии и на протяжении десяти лет вмешивалась в процесс принятия политических решений. Пирс отмечала, что Сафие и при жизни свекрови давала султану политические советы, но после смерти Нурбану Мурад стал всё больше полагаться на свою фаворитку. Репутация Сафие в качестве хасеки, как ранее было и с Нурбану, складывалась в провинции, однако при переезде в столицу она перестала быть фавориткой султана и его сексуальным партнёром, но взамен стала играть важную политическую роль как мать предполагаемого наследника. Эта почти неограниченная власть, полученная Сафие-султан, беспокоила великих визирей и других государственных деятелей.
К концу правления Мурада III его отношения со старшим сыном стали портиться, распространились слухи, что Мехмед планирует отравить отца, чтобы занять трон. Кроме того, венецианские посланники доносили, что Мурад очень ревновал к популярности сына среди населения, что стало одной из причин, по которой султан стал всё реже покидать дворцовые стены. Сафие стала опасаться за жизнь сына и, согласно донесению за 1594 год, просила Мехмеда держаться в тени: «Видя, что его слишком властный и безжалостный характер не нравится его отцу, который не сомневался, что с этими качествами [его сын] сможет завоевать сердца солдат, она посоветовала ему посвятить себя удовольствиям, как он это делает постоянно».

#### Вопрос брака
Сафие приехала в стамбульский дворец в статусе башхасеки (главной фаворитки) и на протяжении 32 лет совместной жизни с Мурадом 20 из них оставалась его единственной женщиной. Селяники называл Сафие «прославляемая и уважаемая законная супруга Сафие-хатун», из чего можно сделать вывод, что Мурад III даровал ей свободу и заключил с ней никях. Педани указывала, что иностранные источники не сообщали об этом браке вплоть до 1585 года. Более того, байло Джован Франческо Моросини в 1585 году на запрос венецианского сената отвечал, что Мурад III не брал в жёны свою хасеки, хотя и даровал ей исключительные привилегии. Однако Педани отмечала, что Моросини покинул Стамбул как раз в том году, а слухи о женитьбе султана стали распространяться уже после его отъезда. Другой посол, Лоренцо Бернардо, в октябре 1585 года получил от киры Эстер Хандали информацию о том, что готовится свадьба дочери Сафие и Мурада Айше-султан с визирем Ибрагимом-пашой и что Сафие желает выйти замуж в это же время. 11 декабря было решено, что празднования двойной свадьбы будут приурочены к весеннему фестивалю Навруз. В это же время байло послал информацию в Венецию и получил щедрые подарки для султана и султанши. 24 декабря Сафие-султан отправила ответное письмо, в котором благодарила Венецию за подарки и за то, что «венецианские господа разделяют её радость». Венецианский сенат незамедлительно послал письмо с поздравлениями в честь свадьбы.
Тем не менее Пирс отмечала, что «еврей Соломон», подготовивший к моменту смерти Мурада III отчёт для английского посланника, писал, что султан не был женат на Сафие, поскольку «некий злейший враг его матери посоветовал ему не делать этого, иначе он не проживёт долго после свадьбы, как это было с его отцом». Акйылдыз также считал, что этот брак так и не был заключён, особенно если принять во внимание иностранные источники. Османист Энтони Олдерсон также опроверг информацию об этом браке, указав, что после 1520 года османские султаны заключили лишь три официальных брака, и союза Мурада III и Сафие среди них нет.
Вместе с тем Пирс, ссылаясь на генуэзского моряка Джованни Антонио Менавино, взятого турками в плен, писала, что с конца XV века османские султаны не заключали законных браков, хотя фактически могли жениться в бытность свою шехзаде.

### Валиде-султан
Сафие-султан сыграла ключевую роль в событиях, последовавших за смертью Мурада III в середине зимы 1595 года. На протяжении 11 дней, пока в столицу не прибыл её сын Мехмед, Сафие скрывала смерть султана, поскольку опасалась восстаний других шехзаде. Пирс писала, что когда Мурад III умер, великий визирь Ферхад-паша планировал отправить за новым султаном другого визиря, однако Сафие, опасаясь вызывать подозрения во дворце, приказала отправить за сыном главного садовника с небольшим эскортом. Тем не менее сохранить случившееся в абсолютной тайне у Сафие не вышло: венецианский посланник Марко Веньер писал, что слухи расползались по дворцу и вскоре достигли ушей других шехзаде; мать нового султана готовилась к бунтам и погромам в столице, поэтому приказала казнить нескольких человек, знавших о смерти султана. Веньер также сообщал, что незадолго до смерти Мурад посадил под замок старшего из пребывавших с ним в столице сыновей, шехзаде Махмуда, чтобы «гаремные женщины не помогли ему бежать» и, таким образом, избежать смерти при восшествии на престол Мехмеда.
Вернувшийся из Манисы Мехмед после встречи с матерью увидел тело отца и в первую же ночь пребывания во дворце при поддержке матери приказал задушить 19 своих единокровных братьев. После церемонии джюлюса и выноса тел Мурада III и его сыновей Сафие-султан прошла церемонию «валиде алаи» и стала валиде-султан; официально она носила титул Мехд-и Улья-и Салтанат — «колыбель великого султана». С восшествием на престол Мехмеда III положение Сафие-султан только укрепилось. Первым же проявлением её власти стала отмена традиции отправки шехзаде для обучение в санджаки: 13-летний внук Сафие шехзаде Махмуд должен был отправляться наместником в Манису, однако она приказала отправить вместо него Хаджи-бея — сына Ферхада-паши, в особняке которого она, предположительно, в своё время воспитывалась.

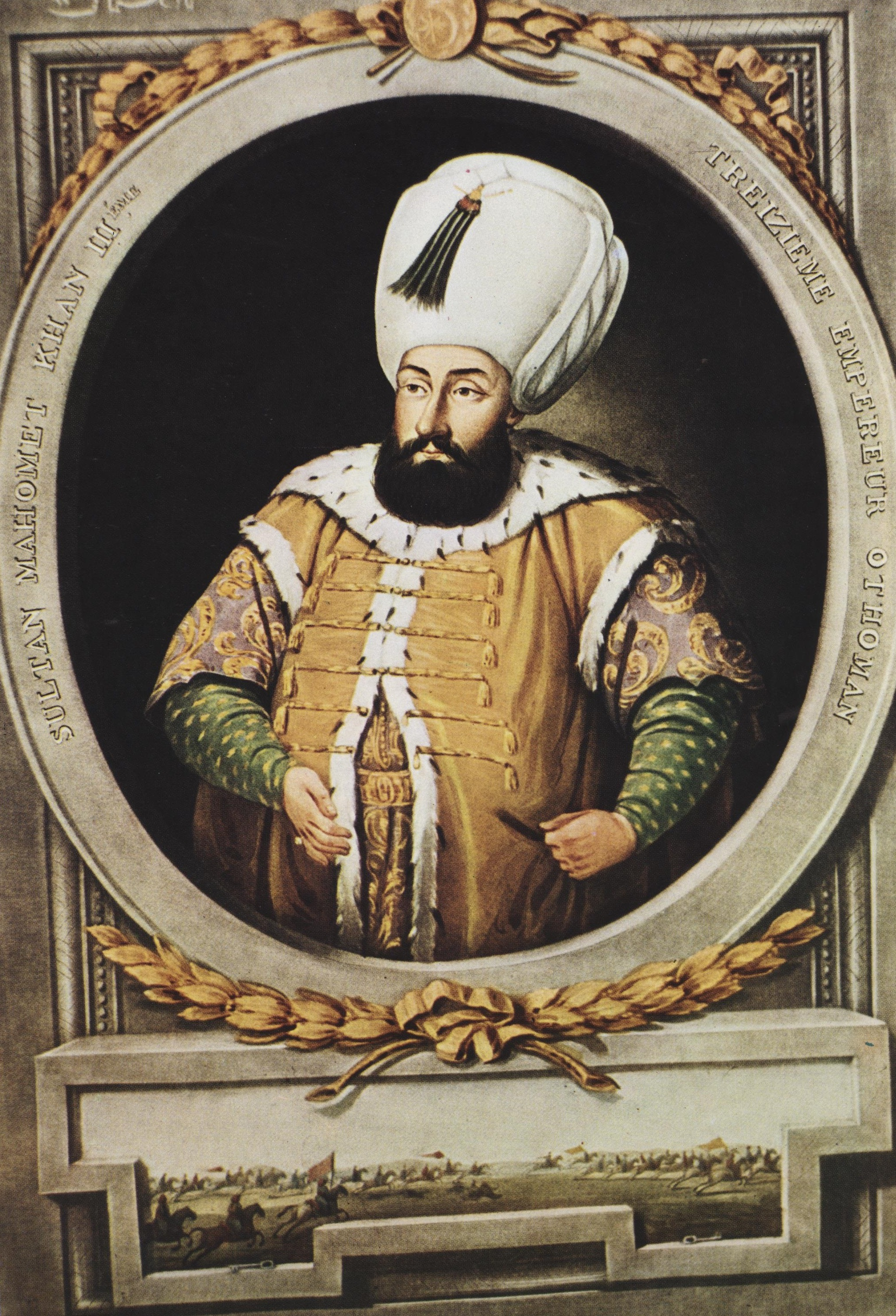
Султан Мехмед III, сын Сафие-султан

Сафие-султан имела огромное влияние на своего сына. Селяники следующим образом описывает подчинение Мехмеда III матери: «Он полагал, что валиде достойна обсуждать и давать ему свой мудрый совет относительно государственных дел и житья народа». Сафие же окружила сына своими верными людьми: так, она назначила официальным советником султанского наставника Садеддина-эфенди; кроме того, Сафие-султан назначала людей, на которых могла положиться, на посты мирахура, капыджибаши и другие и таким образом создавала когорту государственных служащих, обязанных лично ей, — от великого визиря до шейх-уль-ислама ни один чиновник не получал свой пост и не терял его без участия Сафие; одного из своих слуг Османа-агу она назначила главой чёрных евнухов. Кроме того, она покровительствовала шейху Бекиру, который, благодаря госпоже, сблизился с султаном Мурадом III и получил пост проповедника и шейха мечети Селима II в Эдирне при Мехмеде III. Люди Сафие были связующим звеном между дворцом и внешним миром и занимались решением вопросов с помощью взяток. Османский историк Гелиболулу Мустафа Али писал, что правящая верхушка из-за своих страхов не могла рассказать Мехмеду III правду о захлестнувших страну коррупции, несправедливости и страдании обычных людей: «Они не могли пожаловаться благополучной валиде, правительнице того времени, почтенной покрытой даме, благочестивой, как Асие, чистой, как Фатима, милосердной султанше, преданной государственным интересам до последнего вздоха. Она никогда бы не потерпела такого бунта». Таким образом, Гелиболулу подчёркивал, что Сафие-султан полностью взяла бразды правления в свои руки и действовала так, как если бы была «валиде-падишах».
В то время, как Нурбану-султан ежедневно получала 2000 акче, а сама она, будучи хасеки Мурада III, получала лишь 700 акче в день, став матерью султана, Сафие стала получать 3000 акче в день, и эта же сумма выплачивалась ей уже в Старом дворце, куда её выслали после смерти султана Мехмеда. Сакаоглу уточнял, что Мехмед III пожаловал матери, помимо ежедневного жалования, «300 тысяч акче летом, 300 тысяч зимой из ежегодного налога. […] Также пашмаклык, стоимостью более 100 000 курушей, выбранный из лучших зеаметов». Мустафа Наима писал, что этим пашмаклыком был хасс Зиле, к концу жизни Мехмеда III приносивший Сафие 1 419 750 акче в год. Кроме того, в 1596 году Мехмед III подарил матери сумму в размере 1 миллиарда акче.
Ибрагим-паша, каймакам великого визиря, в мае 1595 года давал длившийся несколько дней приём в честь султана, его матери и сестёр в саду Феридун-бея в Енихисаре. Для высокопоставленных гостей были приготовлены великолепное убранство, дорогие подарки и разнообразные блюда. Приём обошёлся Ибрагиму-паше в несколько тысяч динаров. Каптан-ы дерья Юсуф Синан-паша на судоверфи в Султанских садах построил новую галеру для султана, окрашенную в зелёный цвет, с выпуклой кормой и тремя путеводными фонарями. Мехмед III любил выходить на морские прогулки на этой галере вместе с матерью в сопровождении казначея судоверфи и каптан-ы дерьи.

#### Венгерская кампания
В июне 1596 года Сафие-султан с дочерьми поехала провожать выехавшего во временный лагерь на равнине Давутпаша сына Мехмеда III и великого визиря Ибрагима-пашу, бывшего каймакама и зятя Сафие, которые выходили в поход на Венгрию. Султан покинул расположение войск под предлогом охоты и проводил время с матерью и сёстрами. После прощания, состоявшегося днём, ночью Сафие вернулась во дворец в Халкалы, чтобы ещё раз увидеться с сыном. Хотя Мехмед III назначил государственных служащих для управления государством на время своего отсутствия, фактическим правителем империи стала Сафие-султан.

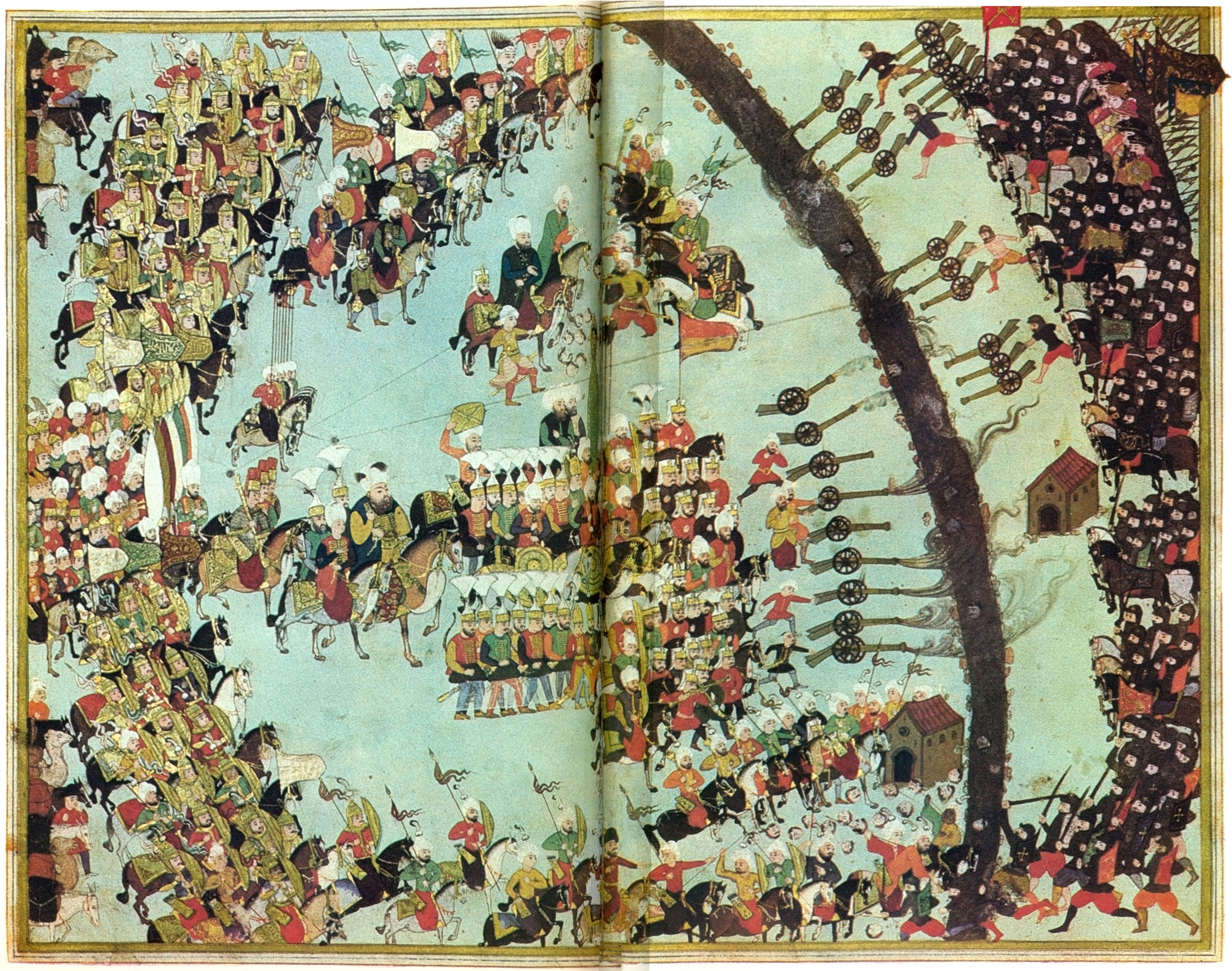
Керестецкая битва. Миниатюра из коллекции дворца-музея Топкапы, XVI век

Проводив сына, Сафие-султан рассыпала из кареты горстями монеты ротам мобилизованных янычар и сипахов, которых встретила, возвращаясь в Стамбул. В Эдирнекапы каймакам великого визиря Хасан-паша приветствовал её с тысячей стражников и янычарами, а после торжественным шествием проводил во дворец. Мехмед III приказал Хасану-паше советоваться с матерью по любому вопросу, поэтому визирь обязательно получал одобрение валиде-султан по поводу всех назначений и кадровых изменений. Когда из похода пришёл фирман относительно смены стамбульского кадия, валиде не позволила его претворить в жизнь, поскольку, по её мнению, народ кадием был доволен. Чтобы подчеркнуть свою набожность и завоевать симпатии жителей столицы, а также желая сыну вернуться из похода с победой, Сафие построила в районе Ашикпаша тюрбе одному мудрецу из рода имама Газали. Когда пришла весть, что крепость Эгри была взята, Сафие раздала щедрое подаяние бедным, сиротам и вдовам. Английский путешественник Джон Сандерсон, пребывавший в это время в Стамбуле, писал, что Сафие-султан с помощью взяток влияла на назначения и отстранения санджакбеев, богословов и губернаторов.
Когда 27 октября 1596 года во время венгерского похода Мехмед III снял с поста великого визиря зятя Ибрагима-пашу и вручил печать Юсуфу Синану-паше, Сафие-султан отправила сыну письмо, в котором валиде призывала султана отменить это назначение: «Прежде всего, должно быть принято решение вернуть великую печать и пост великого визиря Ибрагиму-паше и ни в коем случае не позволять ничего иного». Это письмо, включающее и другие советы, а также дары для султана, были переданы с человеком по имени Дильсиз-ага («Немой ага»). Как только Мехмед III получил письмо от матери, он сразу снял Синана-пашу с поста и 18 декабря 1596 года во второй раз назначил великим визирем зятя Ибрагима-пашу. Новый английский посол Генри Лелло в своих записях так писал об этих событиях: «Великий Турок, получив жалобу, приказал казнить зятя Ибрагима-пашу, сняв его с занимаемого поста, поскольку паша сговорился с немецким императором и остановил татар от участия в войне. Однако он был помилован по просьбе валиде-султан, чьё мнение для Великого Турка было очень важным».
Узнав о победе сына, Сафие приказала построить на равнине Давутпаша особняк и устроила там большое празднество; вместе с обитателями гарема валиде приехала на каретах в Давутпашу, чтобы поприветствовать падишаха. Селяники, рассказывая о пышных церемониях, сопровождавших каждый переезд султанши из одного дворца в другой, писал и об этой поездке Сафие в Давутпашу: «мать [султана]… переместилась во дворец, где устроила пышные торжества в садах Давудпаша с целью развлечения и смены обстановки. Она ехала с надеждой насладиться там отдыхом и покоем до священного Праздника Жертвоприношения». В нарушение традиций Сафие с другими женщинами династии встретила султана среди мужчин; английский путешественник Джон Сандерсон, на тот момент занимавший пост посланника, так писал об этом: «Все их женщины, как малые, так и великие, имеют право встречаться с ним без вуалей; в других случаях женщина с любым признанием или авторитетом никогда не бывает в толпе мужчин».

#### Вопрос коррупции и влияние валиде
Сакаоглу писал, что Сафие-султан проворачивала свои махинации со взятками, которые достигли непостижимых размеров, с помощью кир Эстер Хандали (умерла в 1588 году) и Эсперансы Малхи, а также еврейских ростовщиков. Свой самый большой куш Сафие-султан сорвала 3 ноября 1597 года с великого визиря Хадым Хасана-паши, который заявил, что валиде загнала его в долговую яму. Английский посланник Генри Лелло писал, что Хасан-паша был одним из верных Сафие людей, и «свой пост он купил у валиде-султан», Сафие-султан, в свою очередь, приказала Хасану-паше не докладывать сыну о плохих известиях как во дворце, так и за его пределами, чтобы султан не расстраивался. О происходящем падишах узнал от шейх-уль-ислама Сунуллаха-эфенди, у которого с Хасаном-пашой был конфликт, и 3 апреля 1598 года Мехмед III приказал взять Хасана-пашу под стражу и задушить в Едикуле.
Согласно Селяники, в мае 1598 года Сафие-султан и Мехмед III переехали в особняк в садах Давутпаша для того, чтобы провести там сезон роз и вишен. Мать и сын предпочли покинуть город, чтобы быть подальше от эпидемий, пронёсшихся по Анатолии и Стамбулу и ставших причиной смерти десятков султанских дочерей и наложниц как в Старом дворце, так и во дворце Топкапы. Затем, чтобы сменить обстановку, они по морю переехали в сад Искендера Челеби, после чего валиде-султан посетила тюрбе султана Эйюпа. В то же время обстановка в столице накалялась: когда несколькими месяцами позже Сафие с сыном возвращалась в Стамбул, их каретам преградили путь безработные выпускники медресе, просившие помощи и заступничества валиде, а анатолийские казаскеры жаловались, что назначения происходят исключительно за взятки. В декабре того же года в Стамбул прибыл персидский посол Хюсейин-бей с женой Гюлитер-хатун и привёз Сафие-султан множество подарков и дамасский шёлк.
8 января 1599 года Мехмед III по настоянию матери снял с поста Джеррах Мехмеда-пашу и снова назначил великим визирем зятя Ибрагима, который сумел вернуть расположение валиде. Ибрагим-паша был уже немолод, поэтому не смог добиться успеха в походе и вновь стал терять доверие тёщи; к тому же падишах, уставший от давления матери, не позволил паше вернуться из Венгрии. Пока Ибрагим находился в походе, Сафие-султан решала свои вопросы с помощью другого зятя — каптан-ы дерьи Халиля-паши, которого Сафие назначила на должность каймакама великого визиря. В это время прибыль от налогов на землю (харач) и на скот (агнам) она присвоила себе, а сбор налогов доверила своей правой руке, соратнице, советнице и сборщице взяток кире Эсперансе Малхи. Однако все эти налоги были собственностью сипахов, и валиде на них прав не имела. Управление стамбульской таможней тоже было отдано кире и её сыновьям. Монополию на сбор налогов держали евреи, заявившие на заседании дивана, что заплатили за это взяток на 12 тысяч золотом. Однако поскольку в историю была замешана валиде-султан, вопрос взяток был замят.
В то же время с позволения сына Сафие присутствовала на важных государственных встречах и открыто высказывала своё мнение; Селяники, в частности, так описывал встречу Мехмеда III с муфтием Сунуллахом-эфенди в 1600 году: «Было очевидно, что валиде-султан слушает. Она поспешила поддержать [слова султана] и сказала: „государственные дела пришли в полный беспорядок, налоги, взимаемые с крестьян империи… возросли безгранично, и весь мир становится всё более одержимым пенни и фунтами и занимается взятками. Всё испорчено, потому что невежественные и подлые люди взяли власть в свои руки. Меры должны быть применены к этим бедам“». Повторяя критические замечания, которые османы, в том числе и сам Селяники, в конце XVI века имели обыкновение адресовать дворцу, мать и сын использовали тактику возложения ответственности за многие проблемы империи на плечи своих делегатов. Сафие регулярно получала труды писателей и поэтов, в которых они выражали надежду, что валиде удастся убедить царственного сына выбрать лучшее правительство. Селяники презентовал Сафие и её сыну краткую выдержку из своей работы по истории, которую он к тому моменту ещё не закончил; основным посылом истории Селяники был тезис, что, если султан и валиде не внесут необходимые изменения в правительство, империя очень скоро скатится в смуту. Кроме того, Селяники отводил Сафие могущественную роль в управлении государством и указывал на её близкие отношения с несколькими великими визирями.

#### Бунты 1600—1603 годов
Итогом действий валиде и её приближённых стало восстание военных 1 апреля 1600 года: восставшие потребовали головы киры Эсперансы Малхи и её сыновей и невмешательства валиде-султан в государственные дела. Кира, которую Лелло называет «Керанук», искала убежища во дворце, однако ни Мехмед III, ни Сафие не впустили её. Историк Мустафа Наима писал: «Проклятых взяточников убили, отрезали им половые органы и руки, принимавшие взятки, и прибили их гвоздями к дверям тех высоких чиновников, которые с ними сотрудничали». Генри Лелло писал: «На куске мяса, прибитом к дверям особы [Ахизаде Абдулхалима-эфенди], благодаря благосклонности и покровительству валиде-султан являющейся казаскером Анатолии, было написано: „Эй, мулла! Поцелуй ещё раз руку, которую ты ранее целовал множество раз!“» Путешественник Джон Сандерсон, ставший свидетелем этих событий, писал, что киру, которую он называет «еврейской женщиной», убили, тело выбросили на Ат-мейданы на съедение собакам, а голову и причинные места насадили на копья и носили по городу для того, чтобы это видели все и, в частности, евреи; к тому же таким образом сипахи хотели продемонстрировать свою ярость валиде-султан, ведь убитая еврейская женщина занималась взятками для Сафие. Пирс отмечала, что вместе с кирой был жестоко убит и один из её сыновей, которого за влияние в народе называли «маленьким падишахом».
Несмотря на всё произошедшее, Сафие не считала себя виновной. Лелло писал: «Валиде-султан считала, что одной из причин произошедшего был её зять Халиль-паша, поэтому она добилась, чтобы её сын-падишах снял его с должности и назначил вместо него каймакамом великого визиря [Хадым] Хафыз Ахмеда-пашу. Тот, в свою очередь, получил эту должность благодаря взяткам, но не смог найти общего языка с великим визирем Ибрагимом-пашой, который в это время находился в походе». Чтобы унять негативную реакцию народа, направленную на неё саму, Сафие обвинила в бунте своих зятьёв и осудила жестокий способ, которым была убита её кира Эсперанса. Пирс отмечала, что в действительности Сафие обвинила пашей Ибрагима и Халиля лишь по той причине, что те не смогли защитить её интересы и её киру от бунтовщиков. В конечном итоге успокоить бунтовщиков удалось, но не благодаря казням, а тайной раздаче денег Сафие-султан предводителям мятежников.
Лелло писал, что Йемишчи Хасан-паша, назначенный в 1601 году великим визирем вместо умершего в Венгрии Ибрагима-паши, был славянских кровей и родственником Сафие-султан. Сакаоглу отмечал, что родственные связи, о которых Лелло упоминает, — это, скорее всего, помолвка или женитьба в 1602 году Хасана на дочери Сафие Айше-султан, вдове Ибрагима-паши. Когда Хасан-паша отправился в Венгрию, его каймакамом был назначен другой зять Сафие Халиль-паша, и с его помощью валиде продолжала заниматься взяточничеством. В это же время Мехмед III понял, что его султанат находится под угрозой из-за чрезмерного авторитета матери, поэтому стал формировать коалицию с богословами.
В начале 1603 года янычары и сипахи снова взбунтовались из-за коррупции, взяточничества и слишком высоких цен. 5 января капыкулу позвали Мехмеда III на внеочередной диван. Зачинщики беспорядков заявили султану, что он не знает реальной ситуации в стране, всеми государственными делами заправляет валиде и падкие на наживу люди из её окружения, что они наносят огромный вред, а на пост великого визиря был поставлен «неуч Йемишчи». Поскольку великий визирь был зятем султана и находился вдали от Стамбула, султан во всём обвинил каймакама великого визиря Саатчи Хасана-пашу, назначенного в том же году вместо умершего зятя Халиля: султан заявил, что не видит никаких оплошностей, совершённых матерью или её окружением, а всему виной не предоставлявший ему верных сведений каймакам. Пашу задержали и привели на диван. Как рассказывал Лелло, складки его одежды были забиты записками от Сафие-султан и её слуг. Когда мятежники спросили, почему паша не доносил падишаху о жестокости и проступках великого визиря на фронте, тот продемонстрировал приказы и письма, полученные от валиде-султан, главы белых евнухов и других приближённых Сафие. Мехмед III, получивший доказательства против матери, не нашёл, что ответить. Саатчи-паша был снят с должности каймакама и, вероятно, был бы казнён, однако ему удалось бежать.
Повстанцы к этому моменту уже желали низложить Мехмеда III и посадить на трон его сына Махмуда; они не настаивали на казни Сафие-султан, но потребовали её высылки. При этом они настояли на казни её верных сторонников, и султан пошёл им на уступки: из ближайшего окружения Сафие были казнены капы-ага Газанфер и кызляр-ага Осман. В то же время в обмен на отмену ссылки своей валиде султан проявил милость к бунтовщикам. Сама же Сафие-султан во время бунта наблюдала за происходящим из укромного места во дворце. Йемишчи Хасан-паша, всё это время находившийся в Венгрии, отложил своё возвращение в Стамбул до окончания бунта. Новый каймакам великого визиря Гюзельдже Махмуд-паша надеялся, что армия, которую великий визирь морил голодом и над которой издевался, взбунтуется и убьёт Йемишчи, а сам он получит пост великого визиря и овдовевшую Айше-султан. Однако Йемишчи удалось тайно вернуться в Стамбул и получить поддержку янычар, в то время как Сафие добилась выдачи фирмана на казнь Гюзельдже.
Лесли Пирс отмечала, что к концу жизни Сафие-султан могла посоревноваться в своей непопулярности с Хюррем-султан. Согласно посланнику Агостино Нани, пребывавшему в Стамбуле в период с 1600 по 1603 год, положение Сафие-султан было шатким: «Однажды она была изгнана из дворца и выселена в Старый дворец собственным сыном, нынешним королём, но несколько дней спустя была возвращена и восстановлена в правах. Ей с трудом удалось избежать изгнания [снова] из-за требования солдат отправить её как можно дальше от дворца, хотя и не желавших её крови. Ей удалось спастись, уехав в Эдирне. На неё поступило множество жалоб ввиду огромных трат на строительство мечети, которое и вовсе было остановлено». Лелло писал, что хотя Сафие всё ещё была влиятельна и управляла сыном-султаном, но муфтиев и солдат это не устраивало.

#### Казнь шехзаде Махмуда
После всех этих событий Сафие стала терять доверие сына, которое смогла вернуть только поучаствовав в казни внука шехзаде Махмуда в 1603 году.
Пирс отмечала, что к XVII веку, когда наследники и их матери перестали уезжать в провинции, им приходилось быть предельно осторожными, поскольку теперь они оказывались под пристальным вниманием не только султана, но и валиде-султан, других наследников и их матерей. Валиде являлась наиболее грозным противником матери шехзаде, поскольку в первую очередь пеклась об интересах собственного сына-султана, а не внуков. Столкновение между двумя поколениями матерей наиболее ярко иллюстрирует случившееся с Махмудом и его матерью.
Сакаоглу писал, что шехзаде Махмуд, старший наследник, был пылким 19-летним юношей, которого держали во дворце, не отправляя в санджак. Пирс отмечала, что наследник был очень популярен среди янычар. Сафие-султан же, чьей единой целью было приумножение состояния, и Мехмед III, находившийся под её управлением, столкнулись с восстанием Джеляли в Анатолии, бунтом в Стамбуле и угрозой со стороны персов. Кроме того, Мехмед сильно растолстел и был нездоров, поэтому врачи запретили ему участвовать в военных кампаниях. Махмуд, обеспокоенный происходящим, предложил отцу назначить его сардаром и отправить в Анатолию. Османский историк Ибрахим Печеви, ссылаясь на некое доверенное лицо младшего брата Махмуда Ахмеда, так описывал эти события: «Надеясь рассеять тревоги отца касательно провинциальных восстаний и сефевидской угрозы, Махмуд сказал: „Мой господин, почему вы расстроены, почему вы злитесь? Отправьте меня, дайте мне командование армией — с божьей милостью я подчиню всех этих упрямых бунтовщиков, и они предстанут перед вами“». Ахмед, с которым брат поделился своими желаниями, предостерёг Махмуда от необдуманных действий, поскольку видел, что отец всё больше огорчался из-за старшего сына, но наследник брата не слушал. Сам же султан опасался, что молодость сына сможет обратить восставших против султана, а сам Махмуд поднимет против отца дворец.
Согласно Сакаоглу, из-за того, что Сафие не любила мать своего внука Махмуда, она предостерегла мнительного Мехмеда III, что эта хасеки стремится посадить своего сына на трон. Историк Наима писал, что эта мать шехзаде обратилась к шейху с вопросом, взойдёт ли её сын на трон и когда умрёт Мехмед III. Кызляр-ага, верный Сафие, передал записку с ответами на эти вопросы падишаху. На листке, исписанном молитвами, говорилось, что не пройдёт и полгода, как Мехмед III умрёт, а сын этой хасеки станет падишахом. Сафие и Мехмед допросили шехзаде Махмуда и его мать. Падишах наказал сына, несколько дней пытал фалакой, после чего бросил его в темницу.
Ответы Махмуда и его матери не убедили Сафие и Мехмеда. Падишах, опасаясь, что военные, питавшие симпатии к его сыну, низложат его, собрал богословов и истребовал с них фетву на казнь. Ночью 7 июня 1603 года Мехмед III приказал задушить Махмуда. Согласно Лелло, мать шехзаде и около тридцати наложниц были живьём зашиты в мешки и выброшены в море.

### Последние годы и смерть
Посланник Лелло кратко описал ситуацию во дворце после казни шехзаде следующим образом: «Валиде-султан была уверена, что ни у неё самой, ни у её сына больше не осталось врагов, и она может продолжать своё господство и притеснения, как пожелает. Йемишчи Хасан-паша не мог противиться её приказам, потому что был её ставленником. Но случилось непредвиденное. Йемишчи доложил Мехмеду III, что валиде-султан обманывает падишаха, занимается наполнением собственной казны и его приказы ни во что не ставит, посему предложил сослать валиде-султан из дворца. Падишах, у которого отсутствовала уверенность в себе, рассказал всё матери. Та убедила его, что его самым большим врагом является этот вероломный паша. Её приспешники ага янычар и шейх-уль-ислам подтвердили падишаху эту версию. 4 октября 1603 года Йемишчи был снят с поста великого визиря. Он мог избежать казни, поскольку был султанским зятем, но Сафие-султан не позволила этого. Его особняк окружили, принудили его сдаться и казнили». Эти же события описываются и в османских источниках, но без указания имени Сафие.

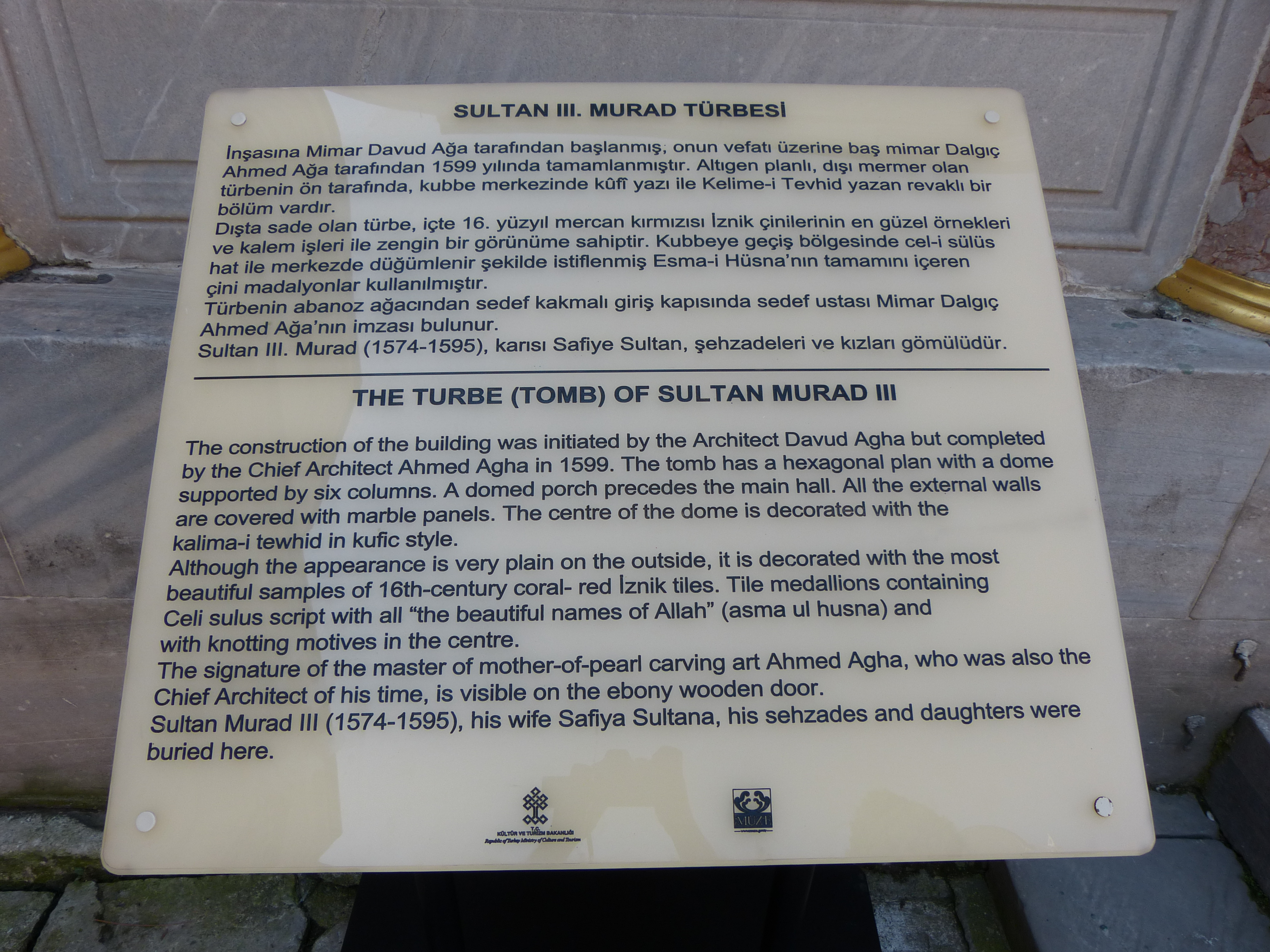
Информационная табличка в тюрбе Мурада III, где похоронена Сафие-султан

В декабре 1603 года Мехмед III умер при странных обстоятельствах — или от чумы, или же был отравлен. На следующее утро после смерти султана жители столицы получили известие, что падишахом стал 14-летний, ещё даже не прошедший процедуру обрезания шехзаде Ахмед, о котором они ничего не знали. В последующие дни в Стамбул из Египта вернулся назначенный великим визирем Малкочоглу Явуз Али-паша, и первым делом 10 января 1604 года он сослал весь гарем покойного султана в Старый дворец, чтобы Сафие не смогла использовать внука в своих целях. О последующих годах жизни Сафие-султан, которые она провела во «Дворце слёз», никаких иных сведений нет, кроме того, что она по-прежнему получала жалование в размере трёх тысяч акче в день.
Касательно даты смерти Сафие историки не пришли к единому мнению. Сакаоглу писал, что Сафие умерла 10 ноября 1605 года — в те же дни, что и её невестка валиде-султан Хандан, скончавшаяся 12 ноября 1605 года. Этой же даты придерживались и османский историк Сюрея Мехмед-бей, а также османист Энтони Олдерсон. Чагатай Улучай, без указания конкретной даты, писал, что Сафие скончалась в 1605 году. Сакаоглу также отмечал, что в некоторых источниках указаны 1617 и 1621 года в качестве возможных дат смерти Сафие, однако он считал, что эти даты ничем не обоснованы. Али Акйылдыз указал январь 1619 года датой смерти Сафие. Лесли Пирс отмечала, что Сафие соседствовала в Старом дворце с «матерью свергнутого, но ещё живого султана Мустафы I»; таким образом, согласно Пирс, Сафие-султан была жива по меньшей мере в первые месяцы 1618 года, поскольку Мустафа был свергнут в первый раз 26 февраля того года.
Ходили слухи, что Ахмед отравил собственную мать, поэтому возникали сомнения, что и Сафие-султан умерла своей смертью.
Тело Сафие-султан в соответствии с традицией, введённой Мурадом III, было захоронено в его мавзолее на территории мечети Ая-Софья.

## Внешнеполитические связи
Сафие-султан вмешивалась не только во внутренние дела государства, но и во внешние. Она напрямую переписывалась с иностранными правителями и вступала в дипломатические отношения.

### Отношения с Англией
Наиболее близкие отношения у Сафие сложились с английской королевой Елизаветой I, переписка с которой, помимо обычных любезностей, содержала благодарность за подарки, преподнесённые Сафие, и перечисление ответных даров. Первые письма, отправленные Елизавете, когда Сафие ещё пребывала в статусе хасеки, были написаны в деловом стиле дворцовыми писарями и каллиграфами; дальнейшая же переписка, которая продолжилась, когда Сафие стала валиде, велась уже без участия писарей и была менее каллиграфична и официальна, но более подробна и отражала собственное мнение Сафие-султан.

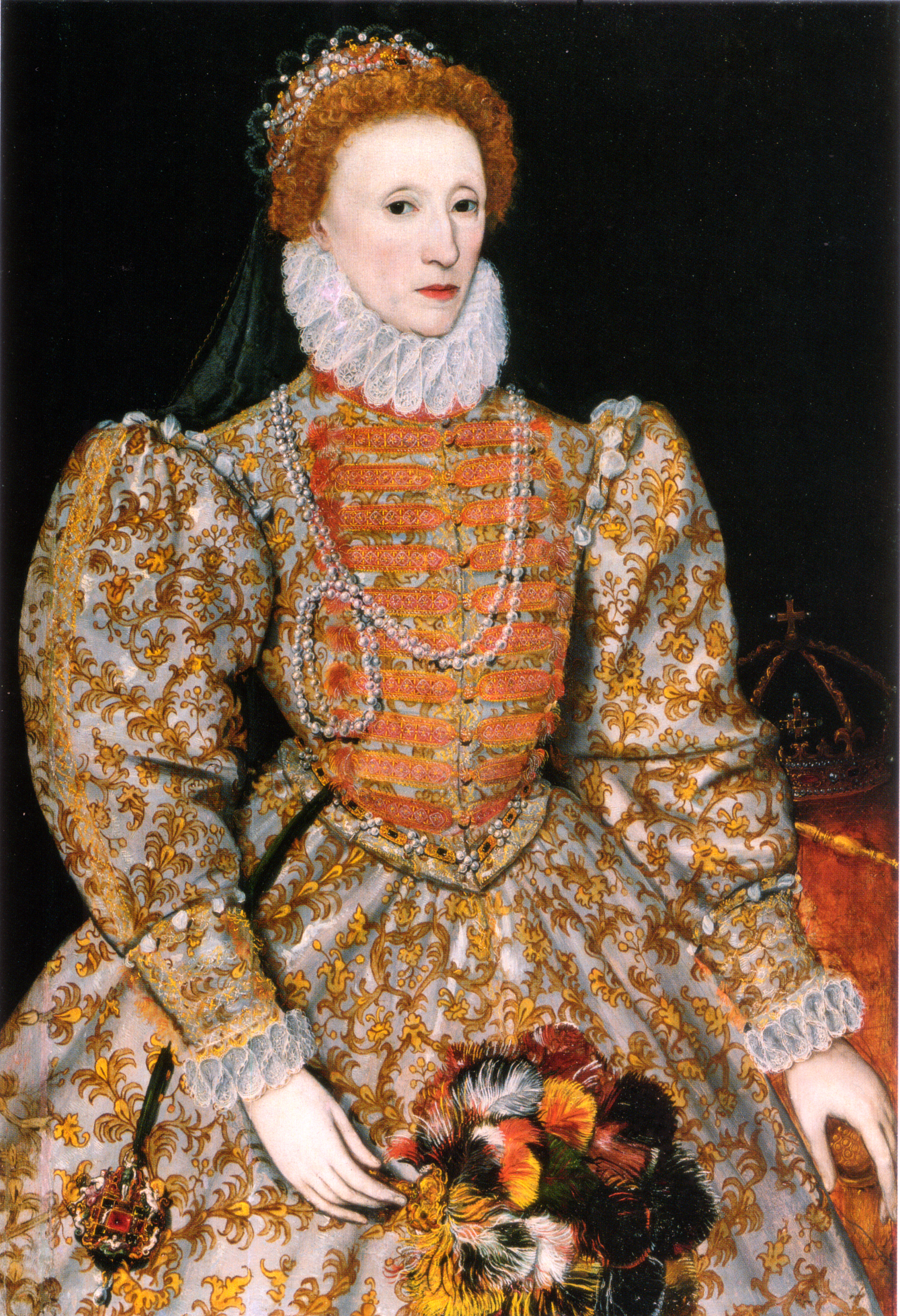
Елизавета I, королева Англии, с которой Сафие-султан вела активную переписку и обмен подарками

В 1593 году Елизавета I прислала тогда ещё хасеки Сафие свой портрет, украшенный драгоценностями, а Сафие, в свою очередь, прислала королеве расшитые серебром платье и пояс, а также два расшитых золотом носовых платка. Этот обмен подарками продолжался и тогда, когда сын Сафие стал султаном, а сама она — валиде: на колесницу, подаренную королевой в честь восшествия Мехмеда III на престол, она в 1599 году ответила платьем, кушаком, двумя расшитыми серебром полотенцами, тремя носовыми платками и короной, украшенной рубинами и жемчугом. Дары Сафие сопроводила письмом, в котором поддерживала надежду королевы на сохранение дружественных отношений между странами: «Я получила ваше письмо… Даст Аллах, я буду принимать меры в соответствии с тем, о чём вы написали. Буду добросердечна в этом плане. Я постоянно наставляю моего сына, падишаха, действовать согласно договору. Я не пренебрегаю говорить с ним в такой манере. Даст Аллах, вы не испытаете разочарования в этом отношении. Возможно, вы тоже всегда будете тверды в дружбе. Даст Аллах, наша дружба никогда не умрёт. Вы послали мне карету, и она была доставлена. Я принимаю её с удовольствием. И я послала вам халат, кушак, два больших полотенца с золотой вышивкой, три носовых платка и рубиновые и жемчужные тиары. Надеюсь, вы простите [за ничтожность даров]». Среди подарков, которые королева Англии Елизавета I отправила с музыкальных дел мастером Томасом Далламом в том же 1599 году, были большой орган, изготовленный специально для Сафие-султан, и изысканная карета тонкой работы, стоимостью в 600 золотых. Однако были проблемы с разрешением на заход в порт корабля «Гектор», перевозившего эти подарки, и с транспортировкой органа во дворец. Сафие-султан и падишах кружили на личных галерах вокруг «Гектора», стоявшего вне порта, и с интересом его изучали. Транспортировка подарков во дворец стала возможной только во время переезда падишаха по морю во дворец к матери, который находился на расстоянии 6 миль. В ответ на ценные подарки англичанам были жалованы разнообразные торговые преференции.
В назначении английским послом в Стамбуле Эдварда Бартона Сафие сыграла активную роль, благодаря подаркам, которые Бартон преподнёс валиде-султан; сам же Бартон отмечал, что добиться расположения Сафие ему удалось только благодаря дружбе с её кирой Эсперансой Малхи. Согласно венецианскому посланнику Маттео Дзане, в 1593 году Сафие, продвигая интересы англичан, попросила Мурада III назначить Бартона посредником при мирных переговорах в разразившейся в том же году войне с Габсбургами, однако султан к своей фаворитке не прислушался. Кроме того, двумя годами ранее Сафие непреднамеренно настроила против Бартона великого визиря Коджа Синана-пашу, поскольку с подачи Бартона уговаривала Мурада III выступить против испанцев; Синан-паша же опасался, что удачная морская кампания против Испании приведёт к тому, что должность великого визиря будет отдана капудану Джигалазаде Синану-паше. Таким образом, возвышения Бартона Сафие смогла добиться только после смерти Мурада III в 1595 году — вскоре после этого карьера Бартона достигла пика, что и было продемонстрировано во время Керестецкой битвы в ходе войны с Венгрией.
В 1599 году Сафие познакомилась с секретарём английского посла Полом Пиндаром, когда тот доставлял подарки султанше от королевы. Томас Даллам писал: «Султана выказывала большое расположение мистеру Пиндару и послала ему записку о приватной встрече, но встреча эта была пресечена»; Пирс отмечает, что встречу пресёк султан, посчитав, что Пиндар занимает слишком низкое положение, чтобы обсуждать какие-либо вопросы с его матерью.
Последний английский посланник времён Сафие Генри Лелло открыто не любил эту валиде, и все его донесения вследствие этого имели негативную эмоциональную окраску.
Благодаря обмену подарками с Елизаветой и тесной связи с её послами Сафие-султан стала главной сторонницей английской королевы во дворце. Пирс отмечала, что переписка и обмен подарками между османской валиде Сафие и королевой Елизаветой I являлись важной вехой в деле дипломатии и международной политики на заре Нового времени.

### Отношения с Венецией
Как и её свекровь Нурбану-султан, Сафие придерживалась провенецианской позиции во внешней политике, при этом, Педани писала, что инициатором связи с венецианцами в этом случае была не Сафие, а байло Джованни Франческо Моросини. Несомненно, свою роль в такой позиции сыграли и богатые дары, преподнесённые султанше венецианскими послами. Поддержка Сафие-султан Венеции, данные ей взятки и подарки нашли отражение в отчётах послов того периода. В 1585 году, когда Сафие ещё была хасеки Мурада III, Моросини сообщал, что она открыто покровительствует венецианским интересам. К её заступничеству перед султаном прибег посланник Моро в 1588 году: «Великую милость оказало мне ваше Высочество, сообщив мне через вашу рабу Чираззу о клеветническом отчёте великому синьору. Абсолютная неправда, что Республика отправила галеи королю Испании, чтобы помочь напасть на Англию… Венецианский посол умоляет ваше Высочество донести эту информацию до Великого Сеньора». В 1592 году Бернардо сообщал, что Сафие ходатайствовала за его предшественников в нескольких случаях, помогая успокоить султана по поводу потерянных галей и получить венецианцам торговые преференции; он отмечал, что при каждой встрече старался преподнести Сафие милые подарки, которые могли порадовать её и поддержать её покровительство. Посол Маттео Дзане сообщал сенату в 1596 году, что Сафие оказывает венецианцам огромную поддержку в Стамбуле.
Связь Сафие с Венецией прервалась только тогда, когда скончался её сын Мехмед III, а сама она ушла с политической арены. Благодаря Сафие-султан Венеция пережила множество опасностей в двусторонних отношениях, которые не привели к развитию конфликта. Так, Сакаоглу писал, что однажды Сафие не только предотвратила войну между Османской империей и Венецией, когда отношения между странами стали натянутыми из-за пиратов, но даже смогла убедить Венецианскую республику выплатить репарации.

### Иные связи
Согласно Сакаоглу, помимо Елизаветы I и венецианцев, Сафие поддерживала переписку с кланом Медичи из Флоренции и, в частности, согласно Педиани, с французской королевой-матерью Екатериной Медичи. Так, Педани описывает случай, когда Сафие-султан получила письмо от королевы, в котором та писала о желании получить двенадцать абиссинских рабов, слона, жирафа и других экзотических животных, но из Стамбула ей прислали только бальзам и фрагмент terra sigillata.

## Благотворительность

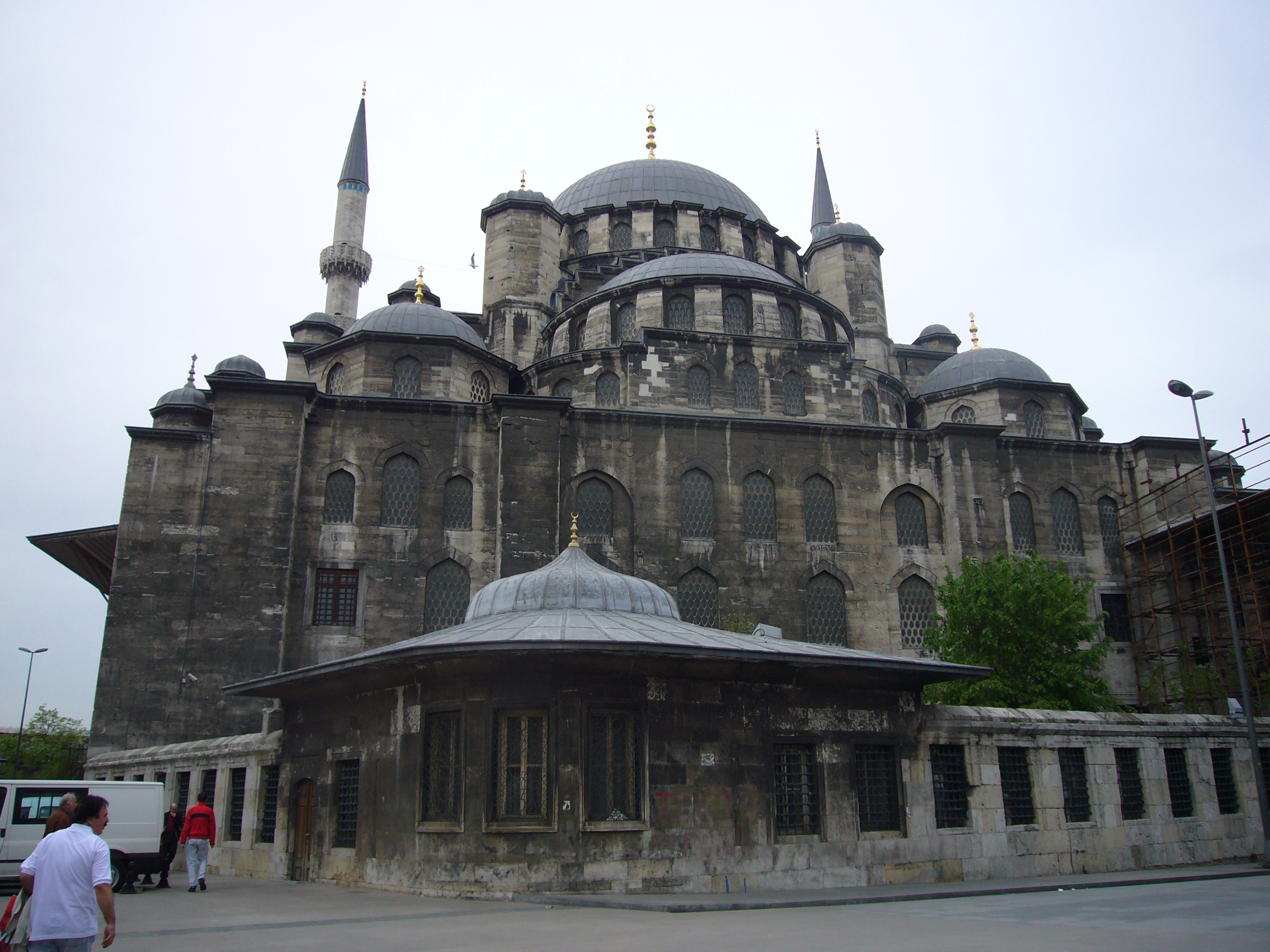
Новая мечеть, строительство которой начинала Сафие

Как писал Сакаоглу, Сафие-султан желала выглядеть увлечённой благотворительностью, поэтому выделила часть своего состояния на постройку «мечети, хана и кухни для бедных» и выбрала для этого еврейский квартал в районе пристани Эминёню. Был подготовлен проект благотворительного здания, которое будет возведено на пристани Эмин, а для закладывания первого камня было определено удачное время. Местные каменные дома в необходимом количестве были снесены, началась подготовка к строительству комплекса. Кара Мехмед, кетхюда главы чёрных евнухов Османа-аги, был назначен руководителем проекта, а великий визирь Хасан-паша — ответственным за снос и национализацию домов. Церемония закладывания первого камня произошла 7-го, по другим данным, 9 апреля 1598 года. В тот день из Топхане и с кораблей прогремели торжественные залпы, а у Хадым Хасана-паши, который был против присутствия валиде-султан на церемонии, бостанджибаши забрал печать великого визиря. «Предводитель умелой армии инженеров архитектор Давуд-ага», проявив все свои таланты в борьбе с водой, заполнявшей котлованы так, что можно было вращать мельницы, смог действительно начать закладывать фундамент 20 июля 1598 года. Несмотря на то, что мечеть была заложена ещё в 1598 году, после смерти Мехмеда III и ссылки Сафие-султан в Старый дворец, строительство прекратилось на уровне окон, здание осталось недостроенным и непригодным для использования. Во время строительства комплекса коррупция достигла таких масштабов, что её невозможно было скрыть. Даже через два года после закладывания фундамента процесс национализации не был завершён, сотни домов и лавок были снесены без совершения надлежащих выплат, также были снесены церковь и синагога. Приходы не смогли ничего добиться своими обращениями в диван, поэтому заплатили валиде взятку и получили бумагу, разрешающую снова отстроить свои «храмы, стоящие в руинах». Эта ситуация внесла раздор между богословами, и заново выстроенная церковь снова была разрушена. Некоторые богословы написали Сафие-султан письмо, в котором говорили, что нельзя заслужить покой в мире ином, попирая права народа в этом, и предупредили, что «ваша благотворительность попирает права рабов ваших». В итоге виновным был признан руководитель проекта, его сменили, а валиде-султан на бумаге была оправдана. Часть недостроенной мечети была разрушена во время пожара. Пьетро Фоскарини, венецианский посол, сообщал, что в 1637 году султан Мурад IV планировал достроить мечеть, чтобы увековечить своё имя, однако был вынужден отказаться из-за большой стоимости проекта. В конечном итоге в 1660 году проект восстановления и завершения мечети был разработан и выполнен по приказу и на средства валиде Турхан-султан, действовавшей при посредничестве великого визиря Кёпрюлю Мехмеда-паши.

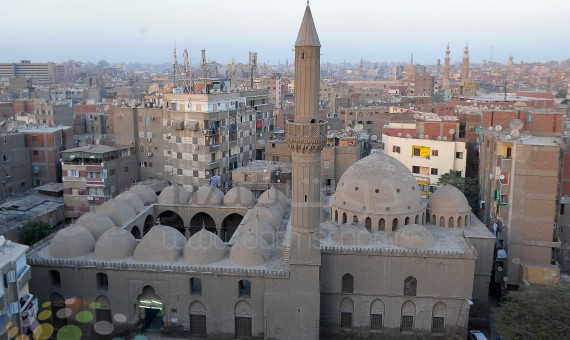
Аль-Малика Сафие — мечеть в Каире, посвящённая Сафие Османом-агой

Помимо Новой мечети, Сафие построила малую мечеть и фонтан в деревне Караманлы в Ускюдаре. Содержание этой мечети обеспечивалось со средств стамбульской ренты и аренды магазинов в Ускюдаре, поступавших в казну Сафие. Кроме того, она основала фонд для чтецов Корана для своего мужа и себя самой. Также она приказала построить мавзолей на могиле мудреца из рода имама Газали в квартале Ашикпаша района Фатих. На своём участке в квартале Давудпаша Сафие-султан выстроила павильон, где любила проводить время с сыном и устраивала торжества. В честь Сафие, предположительно, было названо медресе в 1598 году и мечеть, также известная как мечеть аль-Малика Сафие, построенная в Каире в 1610 году под руководством её раба Османа-аги. Об этой мечети Сакаоглу, ссылаясь на иностранных путешественников, писал, что она была построена самой валиде Мехмеда III.
Кроме того, Сафие жертвовала из своего имущества на расходы армии, выплачивала долги тех, кто попал в затруднительное положение, и раздавала милостыню бедным в местах, через которые она проезжала во время своих путешествий. Так, Селяники писал, что в 1597 году Сафие-султан даровала два кошеля золота на нужды армии с условием, что на эти средства будут отлиты пушки и закуплены вьючные животные. Также она выступала в защиту угнетённых; Джон Сандерсон писал о случае, когда мать Мехмеда III встала на защиту проституток: «Королева-мать с великой султаншей и другими старшими женщинами прогуливалась, направляясь в свой сераль, заметила несколько лодок на реке [Босфоре], торопливо плывущих вместе. Королева-мать послала узнать об этом; ей доложили, что визирь вершит правосудие над несколькими грешницами [кахпе], которые были проститутками. Она, выказав недовольство, передала ответ через евнуха Бассу, что её сын [участвовавший в кампании] оставил его управлять городом, а не преследовать женщин; [она] приказала лучше заниматься другими делами и не вмешиваться [в дела] женщин, пока не вернётся его господин».

## Личность
Согласно Акйылдызу, иностранные источники того периода характеризуют Сафие как умную, интеллигентную, элегантную, сообразительную, бдительную и терпеливую, но очень надменную и расчётливую женщину. Венецианский посол Маттео Дзане описывал Сафие как надёжную женщину, которая держит своё слово.
Сакаоглу писал, что, будучи фавориткой Мурада III, Сафие была падка на роскошь и великолепие, но больше всего — на деньги. Английский посол Генри Лелло, остававшийся в Стамбуле на протяжении 1597—1606 годов, за это время многое узнал о Сафие-султан и её влиянии на управление государством: в своих записках Лелло отмечал, что современные историки избегают упоминаний о «вмешательстве Сафие в государственные дела во времена Мехмеда III»; также Лелло указал на связь валиде-султан с государственными мужами и её вмешательство в назначения и отстранения, он подчеркнул, что узнал, что «мать может заставить Падишаха сделать всё, что ей захочется».
Согласно Сакаоглу, Сафие-султан в зеркале истории видится как хасеки и валиде-султан, которая верила в то, что любой угрозы можно избежать благодаря деньгам, и деньги — это единственное, чему в этом мире можно доверять. Похоже, что именно такой урок она извлекла из своего плена, новой личности, которую ей пришлось принять во дворце Ферхада-паши, трудных будней в гареме, интриг и заговоров, восстаний и бунтов, угрожавших дворцу и династии Османов. В том, что Сафие стала именно такой, был и огромный вклад её свекрови Нурбану-султан. Хотя написано множество романов и повестей о Сафие-султан, из повествования становится ясно, что скудные сведения о её жизни растянуты на сотни страниц. Таким образом, Сафие-султан, по сравнению со своей свекровью Нурбану-султан и хасеки Ахмеда I Кёсем-султан, не оставила никаких заметных следов в истории. Несмотря на постоянную жажду денег, размер её состояния остался неизвестен.

## Потомство
Лесли Пирс писала, что Мурад III, в отличие от отца, завёл с Сафие ещё до восшествия на престол не одного, а по меньшей мере двоих сыновей — перворождённого Мехмеда и Махмуда, умершего до или в 1581 году; также Сафие родила будущему султану двоих дочерей Айше и Фатьму. Кроме того, Пирс писала, что, возможно, были и другие дети, рождённые Сафие, однако они умерли в младенчестве — на это указывается в отчёте «еврея Соломона»: «…султана родила оговариваемому королю много сыновей и дочерей, большинство из которых умерли, выжил только один сын, будущий султан Мехемед».
Недждет Сакаоглу в своей книге Bu mülkün kadın sultanları в части, посвящённой Сафие, и Али Акйылдыз в статье в «Исламской энциклопедии» также пишут о четверых детях Мурада и Сафие, но называют только имя одного шехзаде — будущего султана Мехмеда III. Однако в частях, посвящённых Айше-султан и Фатьме-султан, Сакаоглу называет их матерью именно Сафие. Кроме того, Сакаоглу писал, что согласно турецкому историку, музыковеду и языковеду Гюльтекину Орансаю, если у Мурада III была дочь по имени Хюма, родилась она довольно рано — ещё тогда, когда её отец был шехзаде и, таким образом, Хюма должна была быть дочерью Сафие-султан.
Олдерсон назвал детьми Сафие Мехмеда III, Айше-султан и Фатьму-султан, тогда как Улучай — только Мехмеда III и Айше-султан.

## В культуре
Сафие-султан является героиней романа Хазал Таш «Молния бьёт в гарем: Сафие-султан» (тур. Hareme düşen yıldırım Safiye Sultan), а также серии романов Энн Чемберлен «София — венецианская наложница», «София и тайны гарема» и «Царство избранных женщин».
Молодая Сафие является второстепенным персонажем 4-го сезона турецкого драматического телесериала «Великолепный век»; роль исполнила турецкая актриса Гёзде Тюркер. Сафие в зрелом возрасте является одним из главных персонажей первого сезона продолжения телесериала «Великолепный век» «Великолепный век. Империя Кёсем»; роль исполнила турецкая актриса Хюлья Авшар. Жизни Сафие посвящён итальянский фильм 1955 года «Султана Сафие», заглавную роль исполнила итальянская актриса Мария Фрау. Она также появляется в турецком фильме «Махпейкер» (2010; роль исполнила Сельда Озёр) и российском художественном телесериале «Янычар» (2022; роль исполнила Майя Цецхладзе).

## Комментарии
1. ↑  Сакаоглу отмечал, что в некоторых документах Сафие указана как «венецианка Баффо» (тур. Venedikli Baffo)[1].
2. ↑  Эту версию Акйылдыз отверг, посчитав, что Сафие просто путают с её свекровью Нурбану[2]. Вместе с тем, хотя многие источники называют Нурбану венецианкой, принадлежавшей к двум знатным родам Веньер и Баффо, достоверно установить её происхождение также не представляется возможным[9][10].
3. ↑  Педани считала, что Мураду Сафие подарила Хюмашах-султан[8], первым и вторым мужьями которой были Мехмед Ферхад-паша и Лала Мустафа-паша[11]. Таким образом, Сафие могла воспитываться в доме внучки Сулеймана I[8].
4. ↑  Согласно Пирс, одной из причин, по которой Нурбану приступила к активным действиям, стала эпидемия болезни, унёсшая жизни сотен человек в Старом дворце[16].
5. ↑  Улучай отмечал, что к концу правления Мурада III число его хасеки превысило 40 человек. Он также сообщал, что Мурад довольствовался не только женщинами во дворце, но и за его пределами. Таким образом, у султана было более сотни детей, большинство из которых Мурад пережил — Улучай писал о 19 сыновьях и 30 дочерях переживших отца[19], а Лесли Пирс о 20 сыновьях и 27 дочерях[7]. Кроме того, семерых беременных наложниц Мурада, согласно Улучаю, бросили в море после смерти султана, а остальной его гарем перевезли в Старый дворец, откуда наложниц покойного султана выдали замуж[19].
6. ↑  Тётка Мурада Михримах-султан умерла в 1578 году, его мать Нурбану-султан — в 1583 году, его старшая сестра Эсмехан-султан — в 1585 году[17].
7. ↑  Педани писала, что Газанфер был венецианцем, а венгром его прозвали за участие в венгерской компании[21]. В правление Сафие Газанфер в благодарность за преданность получил сразу две важные должности — главы белых евнухов в гареме и главы Эндеруна[22].
8. ↑  К концу собственного правления Мехмед III также заподозрил старшего сына в измене, что в конечном итоге привело к казни наследника[24].
9. ↑  Среди этих трёх браков Олдерсон указывает союз Сулеймана I и Хюррем-султан, Османа II и дочери шейх-уль-ислама Акиле-хатун и Ибрагима I и Телли-хасеки. Все три брака противоречили традициям и интересам империи, а в двух случаях и вовсе привели к свержению султанов[31].
10. ↑  Пирс отмечала, что практика отправки шехзаде в санджаки могла быть прекращена сама собой, поскольку Мехмед III умер в довольно молодом возрасте — 37 лет, и к этому моменту ни один из его сыновей не достиг возраста отправки в санджак. Сам султан не желал отправлять своих сыновей-подростков в провинции, пока не окончится военная кампания в Венгрии, и планировал приурочить отправку шехзаде в санджаки к празднованиям победы над Венгрией[25]. В пользу версии Пирс говорит и тот факт, что в последующие почти полвека в царствование пяти султанов — Ахмеда I, Мустафы I, Османа I, Мурада IV и Ибрагима I — у падишаха не было сыновей, достигших возраста отправки в санджаки[37].
11. ↑  Если этот Ферхад-паша был мужем Хюмашах-султан, то Хаджи-бей приходился ему не сыном, а внуком — сыном дочери Ферхада и Хюмашах Фатьмы Ханым-султан[11][38].
12. ↑  При этом мать следующего султана валиде Хандан-султан получала только 1000 акче в день. Следующая за Хандан валиде Халиме-султан также получала 3000 акче, однако во время пребывания в Старом дворце между двумя правлениями сына она довольствовалась 2000 акче[43].
13. ↑  Позднее этот хасс вошёл в число владений Кёсем-султан[44].
14. ↑  Пирс отмечала, что у Мехмеда III, в отличие от его деда, отца и сына Ахмеда, не было наложниц с титулом хасеки[15]. Пирс предполагала, что такое положение вещей было следствием влияния Сафие, которая не желала, чтобы её сын выделял кого-то из своих наложниц и сыновей[65].
15. ↑  До конца не ясно, кто был матерью Махмуда. Согласно версии, высказанной турецким историком Гюнханом Бёрекчи, матерью Махмуда была Халиме-султан[66], приходившаяся также матерью будущему султану Мустафе I[67]; по мнению Бёрекчи, она была выслана в Старый дворец после казни сына[68]. Однако другой турецкий историк Феридун Эмеджен в статье о Мехмеде III в «Исламской энциклопедии» и Лесли Пирс, ссылаясь на английского посла Генри Лелло[англ.], писали о том, что мать Махмуда была утоплена в Босфоре в 1603 году[69][70], тогда как Халиме стала валиде-султан при Мустафе в 1617 году[71]. Османист Энтони Олдерсон в своей работе «Структура Османской династии» также пишет, что мать Махмуда была казнена вместе с ним самим[72].
16. ↑  Турецкий историк Гюнхан Бёрекчи в статье об Ахмеде I в «Энциклопедии Османской империи» писал, что указ о высылке Сафие-султан и её окружения был отдан лично молодым султаном[75].
17. ↑  Эдвард Бартон способствовал столь щедрым дарам: он информировал своё правительство о дарах, преподнесённых венецианцами новому султану и его матери, и настоял на скорейшем вручении даров англичан[79].
18. ↑  Об уважении, которым пользовался Бартон у валиде-султан, писал и английский путешественник Джон Сандерсон, пребывавший в это время в Стамбуле[47].
19. ↑  Лесли Пирс определила, что Чиразза это не имя, а должность киры[82].
20. ↑  Пирс писала о начале строительства в 1597 году[87].
21. ↑  Неизвестны ни годы жизни, ни имя матери, ни точное имя этой дочери Мурада III; не ясно и кто был её мужем[6][96]. Олдерсон называет её «Хюма́» и отмечает, что она была последовательно замужем за Лалой Мустафой-пашой[6] и Нишар Мустафазаде Мехмедом-пашой[6]. Однако в таблице семьи Сулеймана I Кануни Мехмед-паша указан в качестве мужа правнучки Сулеймана Фатьмы Ханым-султан — дочери Хюмашах-султан, которая в свою очередь была дочерью шехзаде Мехмеда[6]; этой же версии придерживаться и османский историк Сюрея Мехмед-бей в своём труде «Реестр Османов»[97], при этом он не указывает ни Хюму, ни Хюмашах в числе детей Мурада III[98].